# Markengracht
De Markengracht is een voormalige gracht in het centrum van Amsterdam. De gracht lag op het aangeplempte eiland Marken en begon bij de Rapenburgwal en eindigde nabij de Houtkopersburgwal. De gracht liep evenwijdig aan de Valkenburgerstraat en Rapenburgerstraat. De gracht lag in de arme Joodse wijk, aan de oostkant bevond zich de Vinkenbuurt met woningen, fabrieken en Joodse instellingen. De woningen hadden veelal de voorkant aan de Rapenburgerstraat of Valkenburgerstraat en de achterkant aan de gracht.

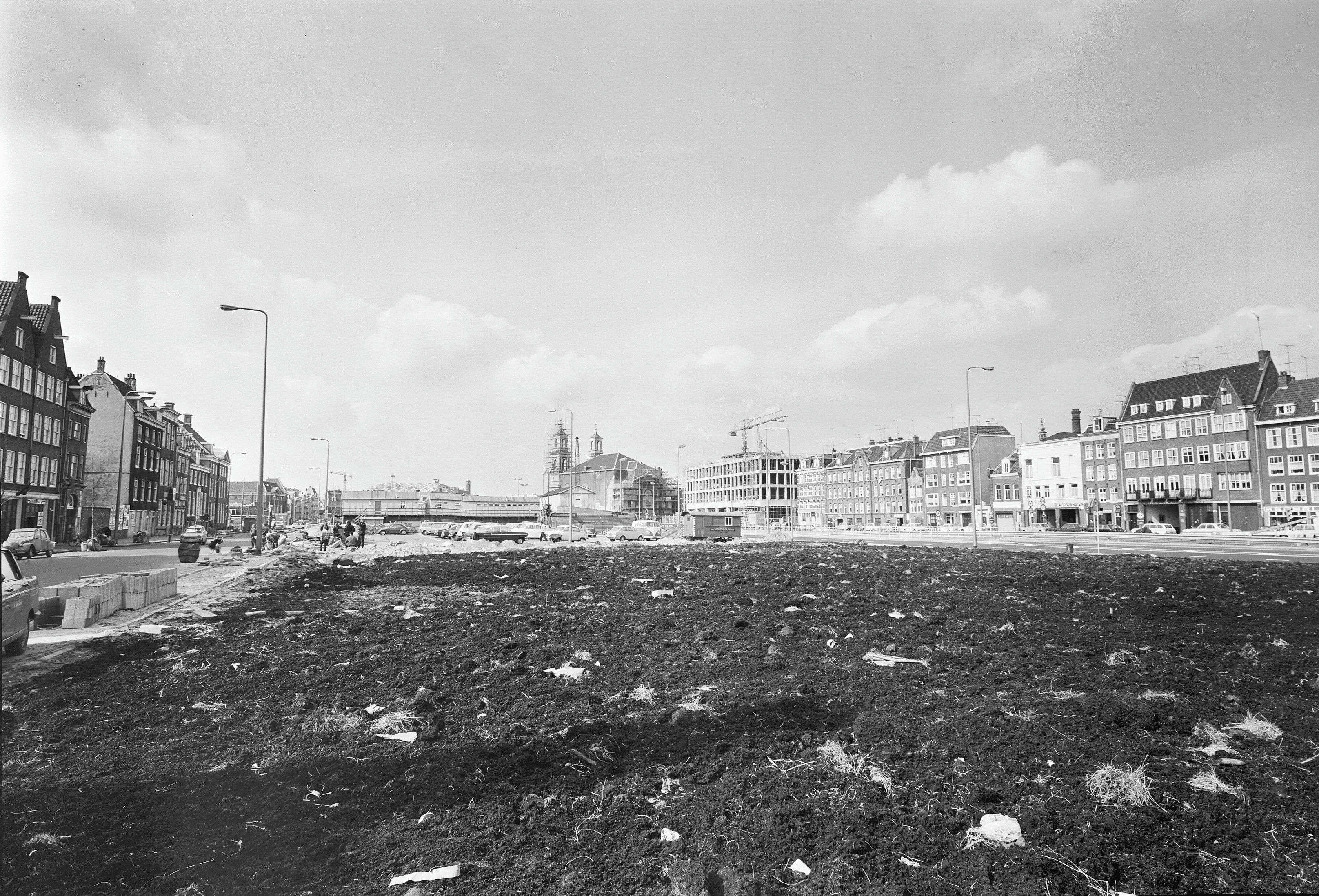
Gedempte gracht met de zg. Varastrook met rechts Valkenburgerstraat en links Rapenburgerstraat in 1970

In 1968 werd de gracht gedempt. Reden was naast de vervuiling de aanleg van de IJtunnel die ontsloten zou worden door de verbrede Valkenburgerstraat die een deel van het vrijgekomen terrein in zou nemen. Het resterende vrijgekomen terrein tussen de Valkenburgerstraat en de Rapenburgerstraat werd een braak liggend terrein, de zg. Varastrook.Tijdens de bouw van de Stopera werd de rommelmarkt van het Waterlooplein tijdelijk verplaatst naar deze locatie. Nadien verscheen er nieuwbouw.    
1. ↑  afkorting van de eerste 2 letters van genoemde straten